# Lullin
Lullin és un municipi francès situat al departament de l'Alta Savoia i a la regió d'Alvèrnia-Roine-Alps. L'any 2007 tenia 740 habitants.

## Demografia

### Població
El 2007 la població de fet de Lullin era de 740 persones. Hi havia 290 famílies de les quals 72 eren unipersonals (36 homes vivint sols i 36 dones vivint soles), 77 parelles sense fills, 121 parelles amb fills i 20 famílies monoparentals amb fills.
La població ha evolucionat segons el següent gràfic:
Habitants censats

### Habitatges
El 2007 hi havia 487 habitatges, 288 eren l'habitatge principal de la família, 168 eren segones residències i 31 estaven desocupats. 365 eren cases i 118 eren apartaments. Dels 288 habitatges principals, 201 estaven ocupats pels seus propietaris, 69 estaven llogats i ocupats pels llogaters i 18 estaven cedits a títol gratuït; 6 tenien una cambra, 27 en tenien dues, 55 en tenien tres, 80 en tenien quatre i 119 en tenien cinc o més. 220 habitatges disposaven pel capbaix d'una plaça de pàrquing. A 125 habitatges hi havia un automòbil i a 132 n'hi havia dos o més.

### Piràmide de població
La piràmide de població per edats i sexe el 2009 era:
| Homes | Edats   | Dones |
| ----- | ------- | ----- |
| 0     | 95 o +  | 0     |
| 0     | 90 a 94 | 4     |
| 0     | 85 a 89 | 4     |
| 4     | 80 a 84 | 0     |
| 8     | 75 a 79 | 16    |
| 8     | 70 a 74 | 20    |
| 20    | 65 a 69 | 16    |
| 4     | 60 a 64 | 16    |
| 8     | 55 a 59 | 24    |
| 16    | 50 a 54 | 4     |
| 28    | 45 a 49 | 12    |
| 8     | 40 a 44 | 16    |
| 28    | 35 a 39 | 8     |
| 36    | 30 a 34 | 52    |
| 24    | 25 a 29 | 8     |
| 12    | 20 a 24 | 20    |
| 24    | 15 a 19 | 4     |
| 16    | 10 a 14 | 16    |
| 16    | 5 a 9   | 16    |
| 28    | 0 a 4   | 32    |

## Economia
El 2007 la població en edat de treballar era de 453 persones, 344 eren actives i 109 eren inactives. De les 344 persones actives 322 estaven ocupades (183 homes i 139 dones) i 22 estaven aturades (11 homes i 11 dones). De les 109 persones inactives 34 estaven jubilades, 36 estaven estudiant i 39 estaven classificades com a «altres inactius».

### Ingressos
El 2009 a Lullin hi havia 299 unitats fiscals que integraven 776 persones, la mediana anual d'ingressos fiscals per persona era de 17.444,5 €.

### Activitats econòmiques
Dels 52 establiments que hi havia el 2007, 1 era d'una empresa alimentària, 5 d'empreses de fabricació d'altres productes industrials, 7 d'empreses de construcció, 9 d'empreses de comerç i reparació d'automòbils, 1 d'una empresa de transport, 4 d'empreses d'hostatgeria i restauració, 3 d'empreses immobiliàries, 5 d'empreses de serveis, 14 d'entitats de l'administració pública i 3 d'empreses classificades com a «altres activitats de serveis».
Dels 15 establiments de servei als particulars que hi havia el 2009, 1 era una gendarmeria, 1 oficina de correu, 1 funerària, 2 tallers de reparació d'automòbils i de material agrícola, 1 paleta, 2 guixaires pintors, 1 fusteria, 1 lampisteria, 1 electricista, 1 perruqueria, 2 restaurants i 1 agència immobiliària.
Dels 4 establiments comercials que hi havia el 2009, 1 era una botiga de més de 120 m², 1 una botiga de menys de 120 m², 1 una fleca i 1 una botiga de material de revestiment de parets i terra.
L'any 2000 a Lullin hi havia 22 explotacions agrícoles que ocupaven un total de 235 hectàrees.

## Equipaments sanitaris i escolars
El 2009 hi havia 1 farmàcia i 1 ambulància.
El 2009 hi havia una escola elemental.

## Poblacions més properes
El següent diagrama mostra les poblacions més properes.